# Carlos Tobar Zaldumbide
Carlos Tobar Zaldumbide (* 29. Dezember 1912 in Quito; † 21. Juli 1995 ebenda) war ein ecuadorianischer Diplomat und Politiker.

## Leben
Tobar Zaldumbide besuchte von 1924 bis 1928 das Colegio de San Gabriel und drei Jahre die Villa St. Jean in Freiburg (Schweiz). Er studierte in Paris und an der ETH Zürich. 1939 trat er in diplomatischen Dienst seines Landes ein. Von 1. September 1956 bis 18. August 1960 war er in der Regierung von Präsident Camilo Ponce Enríquez Außenminister.

## Ehrungen
- 1958: Großkreuz des Verdienstordens der Bundesrepublik Deutschland